# 南阳站 (河南省)
南阳站位于中国河南省南阳市卧龙区铁东街，是郑州局集团南阳车务段管辖的客货一等甲类站，焦柳铁路和宁西铁路在此交汇，办理客货运业务。

## 概要
南阳站建成于1970年3月，

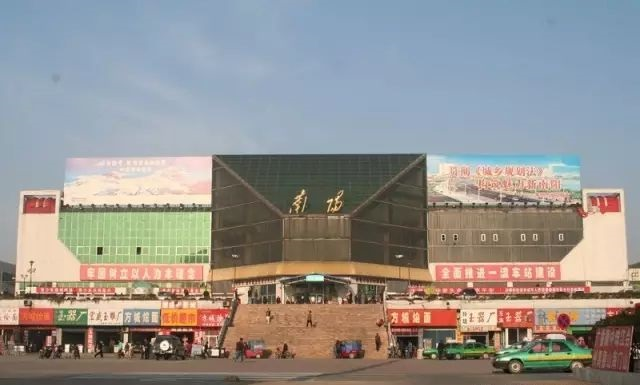
1992年扩建后的南阳站站房

1992年进行扩建，新建被坊间俗称为“电视机后盖”的站房。
2017年4月开始车站开始进行改造，改造工程包括对站场的改造和对原站房的重建。
2018年12月26日上午9时，改造后的南阳站正式投入使用。

## 车站结构

### 站房
南阳站新站房已于2018年12月26日投入使用。新站房总建筑面积20899平方米，采用反映南阳地域文化特色的汉代建筑风格，一次性最大旅客接待量达3000人次。

### 站场
南阳站设有3座高站台，包括1座侧式站台和2座岛式站台。站房和站场间设有一座天桥和一座地道连接：天桥宽12米，供进站乘客使用；地道宽8米，供出站乘客使用。
货场位于客运站场北侧，办理整车普通货物到发和零散货物快运业务。货场设有设有通往中石化南阳分公司、天元供销公司、土产进出口公司、天基储运有限公司、市政工程总公司、木材总公司、南阳市棉花转运站、红棉物流、南阳市金属材料总公司、惠农达农资、万方交通、中储粮南阳直属库、南阳二机石油装备集团、南阳热电、中石化河南油田分公司物资供应处及乐凯华光印刷科技的专用线。
| 1F |                | 车站货场                        |
| 1F | 侧线           | 宁西铁路 列车                   |
| 1F | 3站台 岛式站台 |                                 |
| 1F | 侧线           | 宁西铁路 列车                   |
| 1F | 通过线         | 焦柳铁路上行列车通过线          |
| 1F | 侧线           | 焦柳铁路 往焦作方向（蒲山店站） |
| 1F | 2站台 岛式站台 |                                 |
| 1F | 侧线           | 焦柳铁路 往焦作方向（蒲山店站） |
| 1F | 通过线         | 焦柳铁路下行列车通过线          |
| 1F | 侧线           | 焦柳铁路 往怀化方向（韩堂站）   |
| 1F | 1站台 侧式站台 |                                 |
| 1F | 站房           | 进站口、售票、候车、检票口      |